# بيدير أنكر (سياسي)
بيدير أنكر هو شخصية أعمال وسياسي نرويجي، ولد في 8 ديسمبر 1749 في كريستيانية ‏ في النرويج، وتوفي بنفس المكان في 10 ديسمبر 1824. انتخب نائب عضو برلمان النرويج ‏ عن دائرة Akershus amt ‏ خلال فترته النيابية ‏ (1814 – 1814) وانتخب Norwegian prime minister in Stockholm ‏ (18 نوفمبر 1814 – 1 يوليو 1822) وانتخب member of the Norwegian Constitutional Assembly ‏ عن دائرة Akershus amt ‏ (10 أبريل 1814 – 20 مايو 1814).